# Franz Biener

Franz Biener

Franz Hermann Biener (* 4. März 1866 in Schandau; † 13. Juni 1940 in Chemnitz) war ein deutscher Politiker (DNVP, WP).

## Leben und Beruf
Nach dem Besuch der Bürgerschule in Schandau absolvierte Biener, der evangelischen Glaubens war, eine Bäckerlehre, die er 1883 mit der Gesellenprüfung abschloss. 1891, inzwischen hatte er die Meisterprüfung bestanden, machte er sich in Chemnitz mit einer eigenen Bäckerei selbständig. 1898 wurde er zum Obermeister der Chemnitzer Bäckerinnung gewählt. Er war Mitbegründer und bis 1922 Vorsitzender der Schutzgemeinschaft für Handel und Gewerbe in Chemnitz. Er war außerdem Vorsitzender des Verbandes der Versicherungsanstalten für selbständige Gewerbetreibende Sachsens. 1911 war er an der Gründung der Chemnitzer Gewerbebank beteiligt.

## Partei
Im Kaiserreich war Biener Mitglied des Deutsch-Völkischen Vereins in Chemnitz und kandidierte für die antisemitische Deutsche Reformpartei. 1918 beteiligte er sich an der Gründung der DNVP, aus der er 1930 austrat, um der Reichspartei des deutschen Mittelstandes (Wirtschaftspartei) beizutreten.

## Abgeordneter
Von 1897 an war Biener Mitglied der Stadtverordnetenversammlung von Chemnitz.
Biener war von 1909 bis 1918 Mitglied der Zweiten Kammer der sächsischen Ständeversammlung. Dort schloss er sich der Fraktion der Konservativen als Hospitant an. Er gehörte 1919/20 der Weimarer Nationalversammlung an, anschließend war er bis Juli 1932 Reichstagsabgeordneter.

## Ehrungen
Nach Biener war die 1923 errichtete und in der Zeit des Nationalsozialismus aufgelöste Obermeister-Franz-Biener-Stiftung benannt, deren Aufgabe es war, Altersfürsorge für alte und arbeitsunfähige Bäcker zu leisten. Biener ist außerdem als Bäcker und Reichstagsabgeordneter aus der Heinrich-Beck-Straße in Chemnitz in der Erzählung Kaßberg von Stephan Hermlin verewigt. Im Jahr 2010 verlieh die Chemnitzer Bäckerinnung erstmals den Franz-Biener-Ehrenpreis.